# WTA Monte Carlo 1982
Il WTA Monte Carlo 1982 è stato un torneo di tennis giocato sulla terra rossa. È stata la 3ª edizione del torneo, che fa parte del WTA Tour 1982. Si è giocato a Roquebrune-Cap-Martin dal 12 al 18 luglio 1982.

## Campionesse

### Singolare
Virginia Ruzici ha battuto in finale  Bonnie Gadusek con il punteggio di 6–2, 7–6

### Doppio
Virginia Ruzici /  Catherine Tanvier hanno battuto in finale  Pat Medrado /  Cláudia Monteiro con il punteggio di 7–6, 6–2